# Harvey Milk
Harvey Bernard Milk (22. května 1930, Woodmere, New York – 27. listopadu 1978, San Francisco) byl americký první otevřeně homosexuální politik zvolený do veřejné funkce v Kalifornii, konkrétně do zastupitelstva San Francisca.
Politika a aktivismus za práva gayů nepatřily mezi jeho dřívější zájmy. Až do svých 40 let necítil potřebu otevřeně mluvit o své homosexualitě a angažovat se ve veřejném dění. V roce 1972 se stal součástí migrační vlny gayů do obvodu Castro v San Franciscu 70. let. Využil rostoucí politické a ekonomické síly čtvrti k prosazování svých zájmů a třikrát neúspěšně kandidoval na politickou funkci. Díky svým velkolepým kampaním nabíral na popularitě a v roce 1977 získal místo v zastupitelstvu města San Francisco.
V úřadě sloužil 11 měsíců a zasloužil se o vyhlášku zajišťující gayům práva. Dne 27. listopadu 1978 byl společně se starostou Georgem Mosconem zavražděn Danem Whitem, zastupitelem, který krátce předtím rezignoval a znovu žádal funkci zpět. Rozpory mezi liberálními trendy, které umožnily Milkovo zvolení, a odporem konzervativců byly v událostech následujících po těchto vraždách velmi patrné.
Přes svou krátkou politickou kariéru se podle profesora Petera Novaka z University of San Francisco stal ikonou San Francisca a „mučedníkem práv gayů“. V roce 2002 byl nazván „nejvýznamnějším a nejotevřenějším LGBT politikem, který byl kdy ve Spojených státech zvolen“. Anne Kronenberg, jeho poslední volební manažerka, o něm napsala: „Čím se Milk lišil od vás nebo ode mě, bylo to, že byl vizionář. Představil si spravedlivý svět v hlavě a pak ho začal tvořit ve skutečnosti, pro nás všechny.“

## Mládí a počátek kariéry
Narodil se ve Woodmere v New Yorku na Long Islandu 22. května 1930 Williamovi a Minervě Karns Milkovým. Byl mladším synem litevských Židů a vnukem obchodníka Morrise Milka, který vlastnil obchodní dům a pomohl zorganizovat první synagogu v oblasti. V dětství se Milkovi posmívali pro jeho odstávající uši, velký nos a nohy, měl sklon vzbuzovat pozornost jako třídní klaun. Na škole hrál fotbal a získal vášeň pro operu. Během dospívání si uvědomil svou homosexualitu, ale tajil ji. Ve středoškolské ročence stojí pod jeho jménem: „Glimpy Milk – a to se říká, že ŽENY nejsou nikdy v rozpacích“.
Milk zakončil střední školu Bay Shore High School v Bay Shore v roce 1947 a poté mezi lety 1947 a 1951 navštěvoval New York State College for Teachers v Albany (dnešní State University of New York at Albany), kde vystudoval matematiku. Psal pro univerzitní noviny a stal se známý jako družný a přátelský student. Žádný z jeho přátel na střední nebo vysoké škole neměl podezření, že je gay. Jak vzpomíná jeden ze spolužáků, „nikdy se o něm neuvažovalo jako o možné buzně, byl to opravdový chlap“.

### Raná kariéra
Po ukončení střední školy nastoupil v době Korejské války k námořnictvu. Sloužil na palubě záchranné lodi pro ponorky USS Kittiwake (ASR-13) jako důstojník potápění. Později byl převelen na základnu Naval Station v San Diegu, kde sloužil jako instruktor potápění. V roce 1955 byl propuštěn z armády s hodností mladšího poručíka.
Jeho raná léta byla poznamenána častými změnami. Později rád mluvil o proměně z židovského kluka střední třídy. Začal učit na George W. Hewlett High School na Long Islandu. V roce 1956 potkal na pláži Jacob Riis Park, oblíbeném místě setkávání gayů v Queensu, Joea Campbella, který byl o sedm let mladší a o kterého vášnivě usiloval. I poté, co se s Campbellem sestěhovali, mu psal romantické verše a básničky. Když se časem začali v New Yorku nudit, přestěhovali se do Dallasu, tam ale nebyli šťastní, a tak se vrátili do New Yorku, kde si Milk našel místo účetního statistika u pojišťovací společnosti. S Campbellem se rozešli po skoro šesti letech, a měli tak spolu Milkův nejdelší vztah.
Snažil se oddělovat svůj milostný život od rodiny a práce. Jednou, unuděný a bez partnera v New Yorku, přemýšlel o tom, že by se přestěhoval do Miami, kde by se oženil s lesbickou kamarádkou. Zůstal však v New Yorku a tajně se pokoušel o homosexuální vztahy. V roce 1962 se seznámil s Craigem Rodwellem, který byl o deset let mladší. Přestože měl Milk o Rodwella velký zájem, denně ho telefonem budil a posílal zprávy, odrazovala ho Rodwellova činnost v newyorské Mattachine Society, aktivistické organizaci gayů. Když byl Rodwell zatčen při procházce v Riis Parku za podněcování výtržností a exhibicionismus (podle zákona musely plavky mužů dosahovat od místa nad pupkem až pod stehna), strávil tři dny ve vězení. Vztah brzy skončil, protože byl vyplašený Rodwellovým sklonem upozorňovat na sebe policii. 

## Připomínky
V létě 2016 bylo ohlášeno, že druhý postavený vojenský tanker nejnovější americké třídy John Lewis bude na Milkovu počest pojmenován USNS Harvey Milk (T-AO-206).